# Le Chant à l'indien
Chant à l’Indien est un recueil de poésie de Khireddine Mourad paru aux éditions Mémoires d’encrier en 2004.

## Le titre
Chant à l’Indien, célébration — le poème accueille à la limite du sacré, entre l’éloge et la prière à l’Absent— dédiée à cet être abstrait, l’« Indien », que l’on « sait » communément être l’ancien habitant, protéiforme, du continent américain, dont clichés et films ont vulgarisé une illusion de connaissance. Mais pourquoi ne s’agirait-il pas de l’Indien, le « vrai », natif de cet autre sous-continent asiatique, qu’est l’Inde ?  

## Les thèmes
Le poème traite ici de la tragédie de l’indien à la fois être dé-territorialisé et « dé-nommé », même quand l’erreur commise sera reconnue. Cet Indien qui ne vient d’aucune Inde.
Cette tragédie est née des convoitises commerçantes, politiques pour l’Inde – l’Orient – qui prend tout d’abord la forme d’un rêve, pour s’achever dans un leurre : la quête s’est convertie en conquête, les conquérants ont baptisé par erreur « Inde » un continent qui ne l’était pas, « Indiens » des hommes dont ils ont détruit la vie, la civilisation, l’être, au lieu de chercher à les connaître.  Ils sont venus sur leur terre, conduits par leurs attentes, leur avidité, leurs normes et leurs peurs qu’ils leur ont imposées avec leur histoire. Ils leur ont surtout dérobé ce qui leur permettrait de survivre, et d’avoir été.
Cette dé-nomination et l’identité même de l’indien ne sont donc qu’ « un rêve né à Grenade pour une Inde de l’Est qu’on est allé chercher à l’Ouest. Et l’être ainsi nommé, par un nom qui le renvoie géographiquement ailleurs qu’à son lieu d’origine, se trouvera prisonnier d’une étymologie qui ne lui envoie aucune racine ». Pour les conquérants en voie de sédentarisation, peut-être s’agissait-il, écrit l’auteur, de « supprimer sa mémoire afin qu’il n’y ait même pas de reproche à se faire pour l’avoir exterminé ».  

## L’écriture
Le poème se déroule sur plusieurs niveaux, entre le même et l’autre qui ne se confondent ni ne se séparent, dénotés par une double typographie (droite et italique) selon le flux de la pensée. Le même n’est jamais « pareil au même », l’autre n’est jamais totalement différent. La métaphore n’est pas comparaison. Et l’Indien est aussi métaphore. 
Le Chant à l’Indien est un chant polyphone sur des oppositions, des homonymies, des significations multiples de la répétition où germe la différence, où l’harmonie est essentiellement sonore et musicale. Son unité se construit, à partir des glissements d’un signifiant à l’autre, par les jeux des contiguïtés et les lois des associations des impressions sonores.